# エル・セクレタリオ
『エル・セクレタリオ』（スペイン語: El Secretario）は、コロンビアのテレビドラマ。カラコル・テレビシオンで2011年8月22日から2012年3月30日まで放送された。

## 登場人物
- エミリオ・ロメロ・ガルシア

演：フアン・パブロ・エスピノサ
- アントニア「トニ」フォンタルボ

演：ステファニー・カヨ
- フェリックス・セグラ

演：マルティン・カルパン